# Isòtops del tungstè
El tungstè (W) natural es compon de cinc isòtops amb uns períodes de semidesintegració tan llargs que es poden considerar estables. Tots ells es desintegren en isòtops de l'element 72 (hafni) per emissió alfa. El 180W té un període de semidesintegració d'1,8 +/- 0,2 x1018 anys. Als altres isòtops naturals no se'ls 'ha observat la desintegració, se suposa que podria ser: per al 182W, T1/2 > 8,3x1018 anys; per al 184W, T1/2 > 29x1018 anys; per al 185W, T1/2 > 13x1018 anys; i per al 186W, T1/2 > 27x1018 anys. De mitjana, dues emissions alfa de 180W ocorren en un gram de tungstè natural per any.
S'ha caracteritzat 27 radioisòtops artificials, els més estables dels quals són el 181W amb un període de semidesintegració de 121,2 dies, el 185W amb un període de semidesintegració de 75,1 dies, el 188W amb un període de semidesintegració de 69,4 dies i el 178W amb un període de semidesintegració de 21,6 dies. La resta d'isòtops radioactius tenen períodes de semidesintegració de menys de 24 hores, i la majoria menors a 8 minuts. El tungstè té també quatre isòmers nuclears, el més estable dels quals és el 179mW (t½ 6,4 minuts).
Massa atòmica estàndard: 183,84(1) u

## Taula
| Símbol del núclid | Z(p)                | N(n)                | massa isotòpica(u)  | període de semidesintegració | Espín nuclear | composició isotòpics representativa (fracció molar) | rang de variació natural (fracció molar) |
| Símbol del núclid | energia d'excitació | energia d'excitació | energia d'excitació | període de semidesintegració | Espín nuclear | composició isotòpics representativa (fracció molar) | rang de variació natural (fracció molar) |
| ----------------- | ------------------- | ------------------- | ------------------- | ---------------------------- | ------------- | --------------------------------------------------- | ---------------------------------------- |
| 158W              | 74                  | 84                  | 157.97456(54)#      | 1.37(17) ms                  | 0+            |                                                     |                                          |
| 158mW             | 1889(8) keV         | 1889(8) keV         | 1889(8) keV         | 143(19) µs                   | 8+            |                                                     |                                          |
| 159W              | 74                  | 85                  | 158.97292(43)#      | 8.2(7) ms                    | 7/2-#         |                                                     |                                          |
| 160W              | 74                  | 86                  | 159.96848(22)       | 90(5) ms                     | 0+            |                                                     |                                          |
| 161W              | 74                  | 87                  | 160.96736(21)#      | 409(16) ms                   | 7/2-#         |                                                     |                                          |
| 162W              | 74                  | 88                  | 161.963497(19)      | 1.36(7) s                    | 0+            |                                                     |                                          |
| 163W              | 74                  | 89                  | 162.96252(6)        | 2.8(2) s                     | 3/2-#         |                                                     |                                          |
| 164W              | 74                  | 90                  | 163.958954(13)      | 6.3(2) s                     | 0+            |                                                     |                                          |
| 165W              | 74                  | 91                  | 164.958280(27)      | 5.1(5) s                     | 3/2-#         |                                                     |                                          |
| 166W              | 74                  | 92                  | 165.955027(11)      | 19.2(6) s                    | 0+            |                                                     |                                          |
| 167W              | 74                  | 93                  | 166.954816(21)      | 19.9(5) s                    | 3/2-#         |                                                     |                                          |
| 168W              | 74                  | 94                  | 167.951808(17)      | 51(2) s                      | 0+            |                                                     |                                          |
| 169W              | 74                  | 95                  | 168.951779(17)      | 76(6) s                      | (5/2-)        |                                                     |                                          |
| 170W              | 74                  | 96                  | 169.949228(16)      | 2.42(4) min                  | 0+            |                                                     |                                          |
| 171W              | 74                  | 97                  | 170.94945(3)        | 2.38(4) min                  | (5/2-)        |                                                     |                                          |
| 172W              | 74                  | 98                  | 171.94729(3)        | 6.6(9) min                   | 0+            |                                                     |                                          |
| 173W              | 74                  | 99                  | 172.94769(3)        | 7.6(2) min                   | 5/2-          |                                                     |                                          |
| 174W              | 74                  | 100                 | 173.94608(3)        | 33.2(21) min                 | 0+            |                                                     |                                          |
| 175W              | 74                  | 101                 | 174.94672(3)        | 35.2(6) min                  | (1/2-)        |                                                     |                                          |
| 176W              | 74                  | 102                 | 175.94563(3)        | 2.5(1) h                     | 0+            |                                                     |                                          |
| 177W              | 74                  | 103                 | 176.94664(3)        | 132(2) min                   | 1/2-          |                                                     |                                          |
| 178W              | 74                  | 104                 | 177.945876(16)      | 21.6(3) d                    | 0+            |                                                     |                                          |
| 179W              | 74                  | 105                 | 178.947070(17)      | 37.05(16) min                | (7/2)-        |                                                     |                                          |
| 179m1W            | 221.926(8) keV      | 221.926(8) keV      | 221.926(8) keV      | 6.40(7) min                  | (1/2)-        |                                                     |                                          |
| 179m2W            | 1631.90(8) keV      | 1631.90(8) keV      | 1631.90(8) keV      | 390(30) ns                   | (21/2+)       |                                                     |                                          |
| 179m3W            | 3348.45(16) keV     | 3348.45(16) keV     | 3348.45(16) keV     | 750(80) ns                   | (35/2-)       |                                                     |                                          |
| 180W              | 74                  | 106                 | 179.946704(4)       | ESTABLE [>700E+15 a]         | 0+            | 0.0012(1)                                           |                                          |
| 180m1W            | 1529.04(3) keV      | 1529.04(3) keV      | 1529.04(3) keV      | 5.47(9) ms                   | 8-            |                                                     |                                          |
| 180m2W            | 3264.56(21) keV     | 3264.56(21) keV     | 3264.56(21) keV     | 2.33(19) µs                  | 14-           |                                                     |                                          |
| 181W              | 74                  | 107                 | 180.948197(5)       | 121.2(2) d                   | 9/2+          |                                                     |                                          |
| 182W              | 74                  | 108                 | 181.9482042(9)      | ESTABLE [>170E+18 a]         | 0+            | 0.2650(16)                                          |                                          |
| 183W              | 74                  | 109                 | 182.9502230(9)      | ESTABLE [>80E+18 a]          | 1/2-          | 0.1431(4)                                           |                                          |
| 183mW             | 309.493(3) keV      | 309.493(3) keV      | 309.493(3) keV      | 5.2(3) s                     | 11/2+         |                                                     |                                          |
| 184W              | 74                  | 110                 | 183.9509312(9)      | ESTABLE [>180E+18 a]         | 0+            | 0.3064(2)                                           |                                          |
| 185W              | 74                  | 111                 | 184.9534193(10)     | 75.1(3) d                    | 3/2-          |                                                     |                                          |
| 185mW             | 197.43(5) keV       | 197.43(5) keV       | 197.43(5) keV       | 1.597(4) min                 | 11/2+         |                                                     |                                          |
| 186W              | 74                  | 112                 | 185.9543641(19)     | ESTABLE [>4.1E+18 a]         | 0+            | 0.2843(19)                                          |                                          |
| 186m1W            | 1517.2(6) keV       | 1517.2(6) keV       | 1517.2(6) keV       | 18(1) µs                     | (7-)          |                                                     |                                          |
| 186m2W            | 3542.8(21) keV      | 3542.8(21) keV      | 3542.8(21) keV      | >3 ms                        | (16+)         |                                                     |                                          |
| 187W              | 74                  | 113                 | 186.9571605(19)     | 23.72(6) h                   | 3/2-          |                                                     |                                          |
| 188W              | 74                  | 114                 | 187.958489(4)       | 69.78(5) d                   | 0+            |                                                     |                                          |
| 189W              | 74                  | 115                 | 188.96191(21)       | 11.6(3) min                  | (3/2-)        |                                                     |                                          |
| 190W              | 74                  | 116                 | 189.96318(18)       | 30.0(15) min                 | 0+            |                                                     |                                          |
| 190mW             | 2381(5) keV         | 2381(5) keV         | 2381(5) keV         | <3.1 ms                      | (10-)         |                                                     |                                          |
| 191W              | 74                  | 117                 | 190.96660(21)#      | 20# s [>300 ns]              | 3/2-#         |                                                     |                                          |
| 192W              | 74                  | 118                 | 191.96817(64)#      | 10# s [>300 ns]              | 0+            |                                                     |                                          |